# Peeckelhaering met een tinnen kan en een pijp
Peeckelhaering met een tinnen kan en een pijp of De vrolijke drinker is een schilderij van Judith Leyster uit circa 1629.
Leyster heeft op dit schilderij hetzelfde personage uitgebeeld als op haar Vrolijke drinker in het Rijksmuseum: Peeckelhaering, de nar van het Haarlemse volkstoneel. Hij presenteert zich hier nog nadrukkelijker als de spreekwoordelijke tabakdrinker of rookdrinker. Juist in die periode dacht men dat roken de alcohol neutraliseerde en de dronkenschap tegen kon gaan. De moralisten daarentegen zagen vooral twee ondeugden die elkaar versterkten. Als mogelijk medicijn tegen allerlei kwalen werd tabak getolereerd, maar roken als genotsmiddel werd afgekeurd. Rond dezelfde tijd schreef Leysters Haarlemse stadgenoot Samuel Ampzing een satirisch vers dat begint met: De smook is al myn lust, en 't bier al myn leven. Kunsthistoricus Eddy de Jongh wees ook op deze combinatie in verband met De roker en andere werken van Adriaen Brouwer. Hij citeerde hierbij het puntdicht Taback (1656) van Constantijn Huygens, die zich afvroeg of de rookdrinkers rookten omdat ze nat werden van de drank of dat ze dronken omdat ze droog werden van de tabak.
Er is verder gewezen op verwantschap met werken van andere Haarlemse schilders, zoals De vrolijke drinker van Frans Hals (die zich liet inspireren door de Utrechtse caravaggisten) en de stillevens ("toebackjes") van Pieter Claesz. en Willem Claesz. Heda.

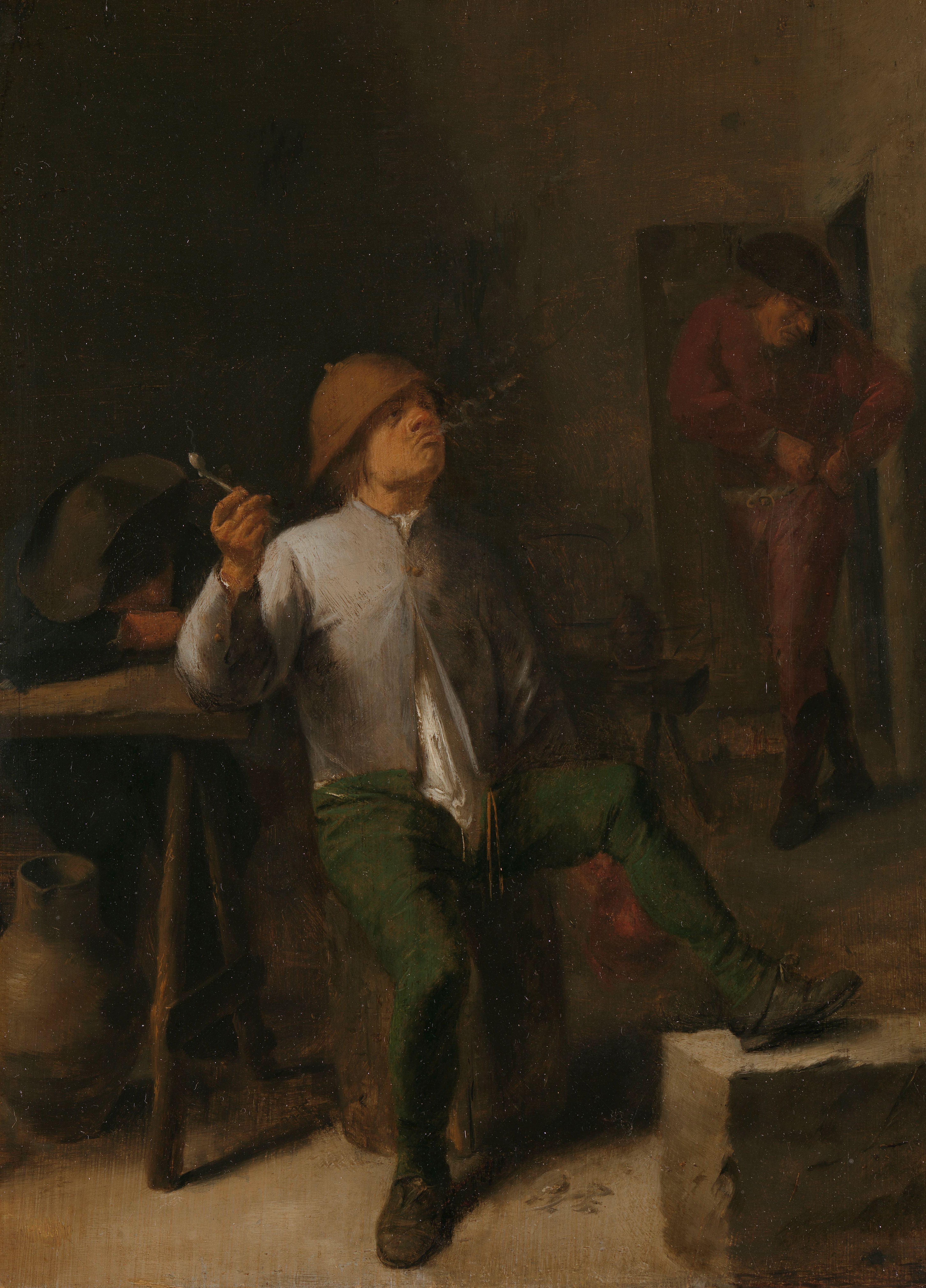
Adriaen Brouwer, De roker, ca. 1630-1638, olieverf op paneel, 30,5 × 21,5 cm, Rijksmuseum Amsterdam (inv. SK-A-4040)
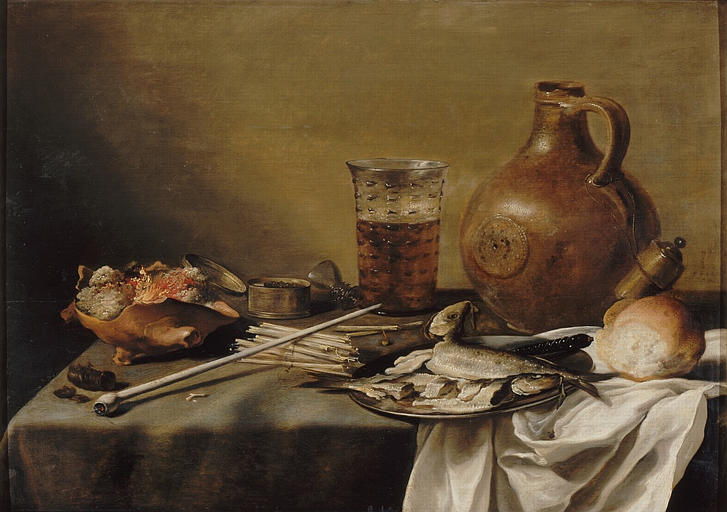
Pieter Claesz., Stilleven met rookgerei, haringen, bierglas en kruik, 1644, olieverf op paneel,  59 × 82 cm, Musée d'Arts de Nantes